# Ha!art
Ha!art — польский журнал и одноимённое издательство в области современной литературы и культуры, действующие в Кракове.
Журнал был основан в 1999 году студентами и выпускниками Института аудиовизуальных искусств Ягеллонского университета; в первом номере, вышедшем тиражом 1000 экземпляров под редакцией Сильвестра Щигела, наиболее заметную и удачную часть составляли материалы о современном кино. Главным вдохновителем нового проекта стал Пётр Марецкий, а главным образцом для него — нонконформистский журнал предыдущего поколения польской независимой культуры brulion. Журнал выходил до 2017 года (в общей сложности издано 60 номеров), уделяя преимущественное внимание уже литературе, но с постоянными рубриками, посвящёнными музыке, кинематографу и визуальному искусству, предпочитая при этом тематические номера; элементу социального и культурного протеста в журнале способствовало его визуальное оформление, заметно менявшееся от номера к номеру. При этом уже к 2010 году собственно журнал оказался на втором плане по отношению к разнообразной другой деятельности под маркой Ha!art. Заметными явлениями польской культурной жизни стали поэтический фестиваль «Многообещающие» (пол. Zapowiadający Się; 2000) и литературная антология «Текстиль. Рождённые в семидесятых» (пол. Tekstylia. O rocznikach siedemdziesiątych; 2002); среди авторов, заявивших о себе в проектах Ha!art, были, в частности, Дорота Масловска, Ян Сова, Михал Витковский (первая часть его повести «Любиево» появилась в выпуске журнала Ha!art, посвящённом геевской и лесбийской литературе, а отдельное издание было выпущено издательством Ha!art в 2005 году) и другие заметные фигуры. В дальнейшем Ha!art продолжал отыскивать и поддерживать новых молодых авторов, среди которых и завоевавшие значительное признание (в частности, Марта Дзидо, чей роман «Кайф» (пол. Frajda), изданный Ha!art’ом, был удостоен Премии Европейского союза по литературе). Особое внимание в проектах Ha!art’а уделялось проникновению современной литературы в Интернет, «либературе» (пол. liberatura) — литературным произведениям, неотъемлемой частью которых является их визуальное оформление и книжная форма, и другим культурным практикам, нацеленным на преодоление границ. Внимание критики привлекал проводившийся Ha!art’ом с 2015 года фестиваль Ha!wangard, также ориентированный на пограничные культурные практики и успешно импортировавший в польскую культуру опыт новейших открытий американской экспериментальной культурной сцены.